# 広業商会
広業商会（こうぎょうしょうかい）は、明治時代初期に存在した日本の総合商社である。
三井物産を凌ぐ規模を有し、東京本店、函館、長崎、神戸、大阪、横浜、上海、香港支店を設置していた、内務省・大蔵省の用達貿易会社である。横浜正金銀行による外国人を対象に入れた荷為替営業の開始により、広業商会は縮小・整理された。
- - 1876年6月　設立
  - 1890年　閉鎖